# Blooming Grove (Teksas)
Blooming Grove – miasto w Stanach Zjednoczonych, w stanie Teksas, w hrabstwie Navarro.